# Telefónica

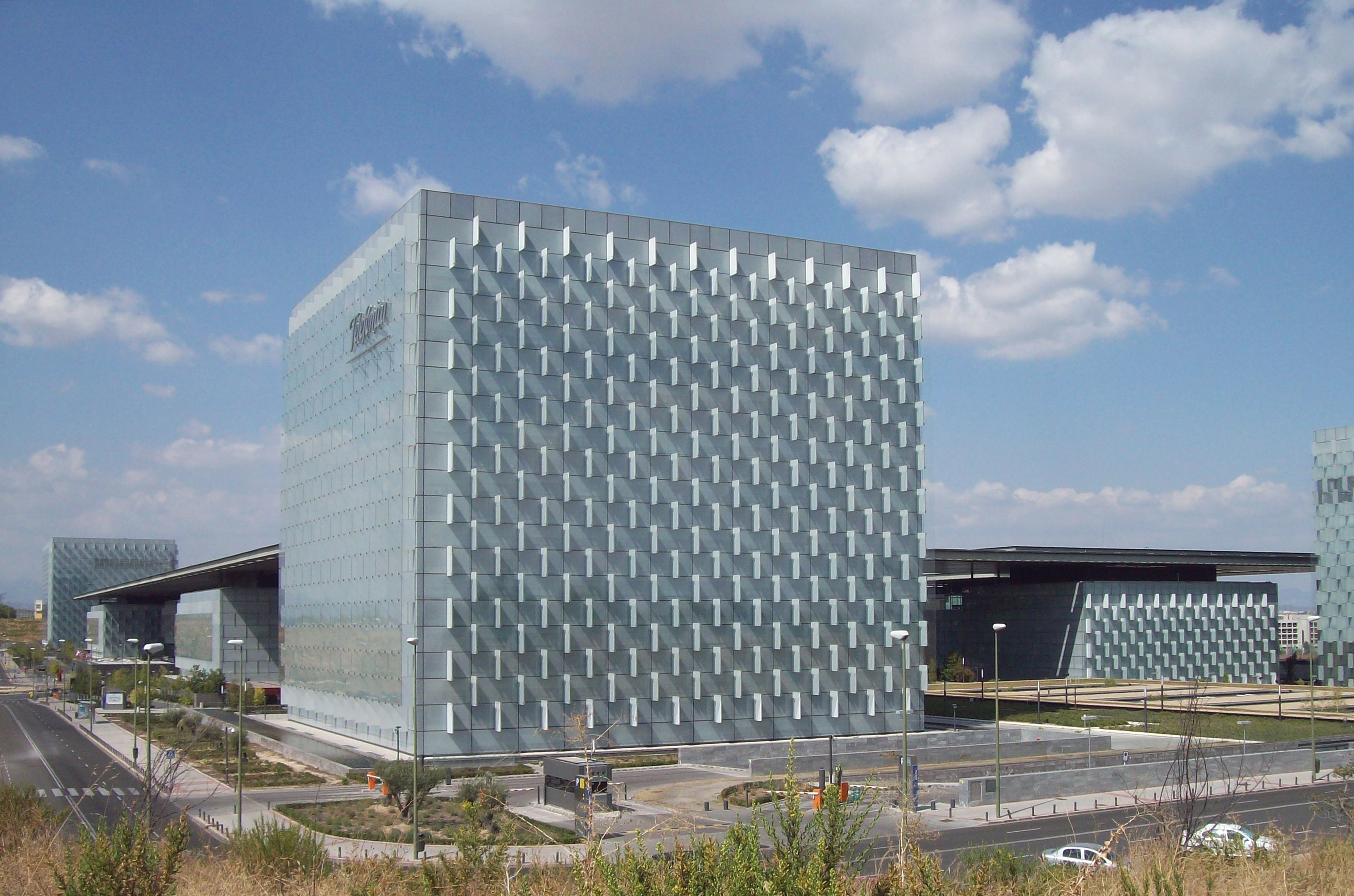
Unternehmenszentrale in Madrid

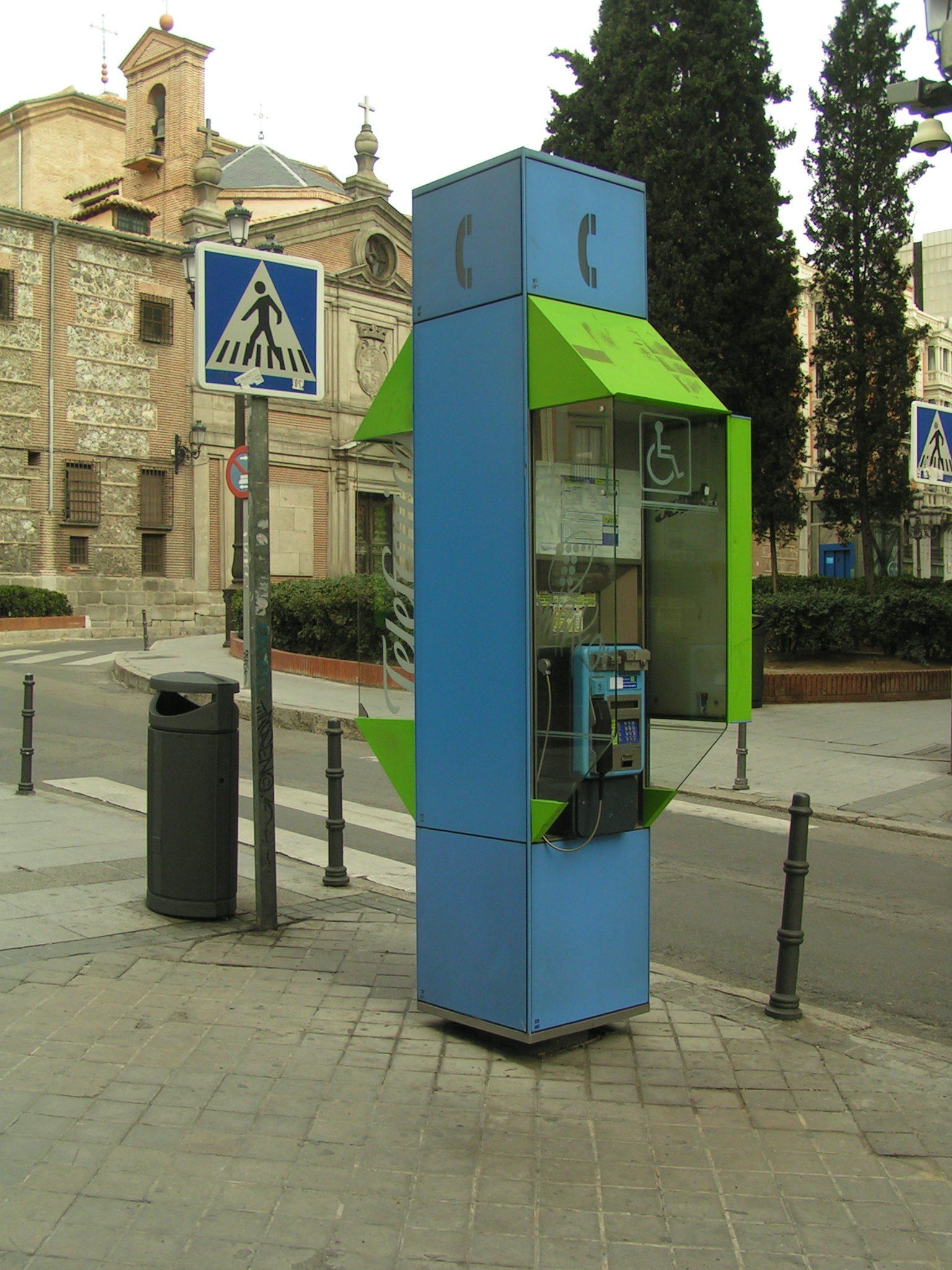
Telefonsäule der Telefónica in Madrid

Historisches Logo

Telefónica S.A. (ehemals Compañía Telefónica Nacional de España) ist ein spanisches börsennotiertes Telekommunikationsunternehmen (Madrider Börse: TEF.MC).
Telefónica ist vorwiegend in Europa und den überwiegend noch stark wachsenden Märkten Lateinamerikas tätig. Auf dem spanischen Heimatmarkt und in Lateinamerika ist der Konzern Marktführer und tritt unter den Marken Movistar, Vivo und O2 auf. Konzerngesellschaften sind unter anderem das Internetportal Terra Networks sowie der Callcenter-Betreiber Atento. Telefónica verfügt über ein weltweites Netzwerk. Telefónica Germany unterhält einen flächendeckenden, rund 40.000 Kilometer langen Backbone mit 329 Einwahlknoten.

## Aktionärsstruktur
Größte Aktionäre sind (geordnet nach insgesamt ausübbaren Stimmrechten – direkt über berechtigte Aktien und indirekt über Finanzinstrumente), Stand Ende 2022):
- Banco Bilbao Vizcaya Argentaria (BBVA): 4,97 %
- BlackRock: 4,49 %
- Caixabank: 3,50 %

Im Jahr 2023 erwarb Saudi Telecom (STC) 4,9 Prozent der Aktien. Wenn behördliche Genehmigungen vorliegen, will das in Staatsbesitz befindliche größte saudische Telekommunikationsunternehmen zudem erworbene Finanzinstrumente über weitere 5 Prozent ausüben und würde dann mit insgesamt 9,9 Prozent der Anteile mit Abstand größter Aktionär. Der spanische Staat kann die Übernahme von mehr als 10 Prozent der Anteile durch einen Käufer außerhalb der Europäischen Union oder der europäischen Freihandelszone blockieren, da Telefónica als kritische Infrastruktur gilt. STC gab an, keine Mehrheit anzustreben und Telefónica auch nicht kontrollieren zu wollen.

## Übernahmen
Die Bertelsmann-Tochter mediaWays, ein deutscher Internet- und Netzwerkdienstleister, wurde von Telefónica im März 2001 für 1,6 Milliarden US-Dollar erworben. Drei Jahre später hat die Telefónica im März das lateinamerikanische Mobilfunkgeschäft von BellSouth für 4,72 Milliarden Euro (5,85 Milliarden US-Dollar) übernommen. Im Februar 2005 absorbierte Telefónica seine Internet-Tochter Terra-Lycos. Im April desselben Jahres übernahm sie 51 Prozent an der tschechischen Český Telecom für 2,75 Milliarden Euro. Im Jahr 2005/2006 wurde die britische Telefongesellschaft O2 für umgerechnet 26 Milliarden Euro übernommen. Somit löste zum damaligen Zeitpunkt Telefónica in Europa die Deutsche Telekom als zweitgrößten Mobilfunkanbieter nach Vodafone ab. Telefónica reintegrierte seine börsennotierte Mobilfunksparte Telefónica Móviles. Die Kosten beliefen sich auf 3,5 Milliarden Euro. April 2006 übernahm Telefónica die Hälfte der Aktien plus eine an der kolumbianischen „Telecom“. Telefónica zahlte für das Aktienpaket nach offiziellen Angaben aus Bogotá umgerechnet 309 Millionen Euro. In einem Joint Venture arbeitet Telefónica mit der portugiesischen Firma Portugal Telecom im Mobilfunkanbieter Vivo in Lateinamerika zusammen. Jajah wurde Ende 2009 vom Telekommunikations-Konzern Telefónica für die Summe von 145 Millionen Euro gekauft.
Über die LE Holding Corporation, ein Tochterunternehmen der Telefónica, war diese im Besitz von knapp einem Drittel der Aktien von Lycos Europe zusammen mit Bertelsmann und Christoph Mohn bis zur Zerschlagung im Jahr 2008.
In Deutschland gab es auch Übernahmen der Telefónica, die als Telefónica Deutschland Holding agiert. Im Februar 2010 übernahm Telefónica-O₂ Alice (HanseNet Telekommunikation GmbH) für 900 Millionen Euro. Im Juli 2013 gab Telefónica die geplante Übernahme der KPN-Tochterfirma E-Plus bekannt. Durch die Fusion von E-Plus und O2 ist zum 1. Oktober 2014 der größte deutsche Mobilfunkanbieter entstanden. Beide Netze wurden danach sukzessiv zusammengefügt.

## Verkäufe
Im April 2007 verkaufte Telefónica die britische Tochter Airwave, einen Betreiber geschlossener Funknetze für die britische Polizei, Feuerwehr und Rettungskräfte, für drei Milliarden Euro an zwei Infrastrukturfonds des australischen Finanzinvestors Macquarie. Über das Airwave-Netz telefonierten zu der Zeit rund 220.000 Nutzer.
Hutchison Whampoa übernahm im Juli 2014 die Landesgesellschaft Telefónica Ireland Limited nach eingehender Prüfung und Genehmigung der EU und firmierte sie am 2. März 2015 in Three um.
Telefónica plant, den Großteil seines Lateinamerikageschäfts zu veräußern, um sich auf die Kernmärkte Großbritannien, Spanien, Deutschland und Brasilien zu konzentrieren und mit diesem Programm einen zusätzlichen Umsatz von 2 Milliarden Euro zu erzielen.

## Mobilfunk
Die Mobilfunk-Tochter des Konzerns ist in Lateinamerika die Telefónica Móviles. Als größter Mobilfunkanbieter in Spanien sowie Lateinamerika verfolgt Telefónica im Mobilfunksektor eine expansive Strategie, verbunden mit dem Aufkauf zahlreicher kleinerer Anbieter. Vom 23. Januar 2006 bis ins Jahr 2014 gehörte dazu auch Telefónica Europe (vormals O2 plc), welche mit der Telefónica integriert wurde. Mit über 100 Millionen Kunden weltweit ist Telefónica das weltweit viertgrößte Mobilfunkunternehmen nach China Mobile, Vodafone Group und China Unicom.

## Telefónica Deutschland
Telefónica Deutschland ist eine Tochtergesellschaft von Telefónica und tritt vor allem mit der Kernmarke O2 auf. Das Unternehmen hat etwa 8200 Beschäftigte und wird von Markus Haas geleitet. Unternehmenssitz ist München. 2014 wurde die E-Plus-Gruppe von der niederländischen KPN erworben und mitsamt ihrer Marken in das Unternehmen integriert.
Die Telefónica Deutschland ist ein Anbieter für Kommunikations- und Internetdienstleistungen auf dem Großhandelsmarkt für andere Internetserviceprovider (ISP) und Carrier. Sie betreibt ein großes Internet-Backbone-Netz und drei Großrechenzentren in Gütersloh, Frankfurt am Main und München. Im Next Generation Network (NGN) mit über 40.000 Kilometern Länge werden 325 Points of Presence (PoP) und über 2200 DSL-Übergabepunkte betrieben.
Telefónica Deutschland ist ein Anbieter für Internetdienstleistungen, der konsequent die Strategie „All over IP“ mit VoIP und ADSL2+ umsetzt. Als Infrastrukturanbieter positioniert sich diese dabei mit VoIP- und DSL-Vorleistungsprodukten auf dem Großhandelsmarkt. Heute erreicht Telefónica 60 Prozent der bundesdeutschen Haushalte mit ADSL2+-Infrastruktur, die ausschließlich von großen Internetdienstanbietern vertrieben werden.
Im August 2009 wurden große Teile der Telefónica Deutschland GmbH in die Telefónica Deutschland Access GmbH ausgegliedert, letztere wurde im selben Monat mit der Telefónica O2 Germany GmbH & Co. OHG verschmolzen. Am 8. Oktober 2010 gab Telefónica O2 Germany bekannt, dass im Zuge der Übernahme von HanseNet rund 1100 Stellen abgebaut werden. Darüber hinaus wurden der Standort in Verl sowie die Büros in Dortmund, Frankfurt, Hannover, Leipzig und Stuttgart aufgelöst.
Bis zum Jahr 2014 gehörte das Unternehmen der Telefónica Europe, welche der Telefónica in Spanien unterstellt gewesen ist. Durch eine interne Umstrukturierung sind seit dem Jahr alle Landesgesellschaften direkt der Telefónica zugehörig.

## Beteiligungen
Telefónica war zusammen mit der finnischen Sonera (heute Telia Company) an der Group 3G beteiligt, die im August 2000 eine UMTS-Lizenz in Deutschland erworben hatte und mit dem Anbieter Quam in den Markt einstieg.

## Rechtsstreitigkeiten
Wegen eines Verstoßes gegen das EU-Wettbewerbsrechts wurde Telefónica im Juli 2014 letztinstanzlich vom Europäischen Gerichtshof zu einer Strafe von 152 Millionen Euro verurteilt.